# Maya (lírica tradicional)
Las mayas o maias son, en la lírica tradicional, canciones que exaltaban el triunfo de la primavera y del amor en el mes de mayo.
No se conserva, en la literatura en lengua española, ninguna anterior a ésta, que es ya del siglo XVI:

Entra mayo y sale abril,
tan garridico le vi venir.
Entra mayo con sus flores,
sale abril con sus amores,
y los dulces amadores
comienzan a bien servir.

- Datos: Q3853151